# Krum Donchev
Krum Donchev est un pilote de rallyes bulgare, né le 6 septembre 1978.

## Biographie
Ce pilote débuta en championnat d'Europe en 2000 sur Peugeot 306 S16 avec Rumen Manolov, et en WRC en 2003 au Monte-Carlo sur Peugeot 206 XS S1600 toujours avec Rumen Manolov (leur seule année de présence jusqu'à présent).
Ses succès européens furent obtenus successivement pour les teams ASC Autotransport, puis Interspeed Nova Generazia.
Il est le cinquième bulgare à remporter le Rallye de Bulgarie, après  les frères Ilia et Kolio Tchoubrikov sur Renault-Alpine 1600 en 1971, et Dimitar Iliev associé à Yanaki Yanakiev sur Mitsubishi Lancer Evo IX en 2007.

## Palmarès
- European Rally Trophy: 
  - Champion : 2014;
- European Rally Cup :
  - 3e : 2013
- Championnat d'Europe des rallyes :
  - Vice Champion : 2006
  - Zone Sud : Champion : 2005;
  - Zone Est :  2e : 2012

3e : 2004;
- Championnat de Bulgarie des rallyes: 
  - Champion :2003, 2004, 2009 et 2014;
  - Vice Champion : 2005, 2007, 2008, 2012, 2013 et 2014.
  - 3ème : 2005 et 2011
- Championnat de Serbie des rallyes : 
  - Champion : 2012 et 2014;
- Vice-champion de Bulgarie F2: 2013;

### 10 victoires enchampionnat d’Europe des rallyes(au 31/12/2014)
- 2001 et 2009: Rallye de Croatie Ina (à Zagreb (copilote Rumen Manolov, sur Peugeot 306 Maxi) ;
- 2002, 2004 et 2005: Rallye d’Hebros (à Plodiv - Bulgarie) (copilote Rumen Manolov puis Stoyko Valchev, sur Peugeot 306 Maxi puis Subaru Impreza WRX STI) ;
- 2002 et 2005: Rallye Sosser Sliven (copilote Rumen Manolov, sur Peugeot 306 Maxi puis Subaru Impreza WRX STI) ;
- 2002 et 2005: Rallye Yu (à Tara, puis Bajina Bašta - Serbie) (copilote Rumen Manolov puis Stoyko Valchev, sur Peugeot 306 Maxi puis Subaru Impreza WRX STI) ;
- 2008: 39e Rallye de Bulgarie (copilote Stoyko Valchev, sur Peugeot 207) (3e en 2003, 2004 et 2006, 4e en 2007).